# فرودگاه جکسن هول
فرودگاه جکسن هول (به انگلیسی: Jackson Hole Airport) یک فرودگاه همگانی بهره‌برداری هوایی با کد یاتا JAC است که یک باند فرود آسفالت دارد و طول باند آن ۱۹۲۰ متر است. این فرودگاه در کشور ایالات متحده آمریکا قرار دارد و در ارتفاع ۱۹۶۶ متری از سطح دریا واقع شده‌است.

## شرکت‌های هواپیمایی و مقصدهای پروازی
| شرکت‌های هواپیمایی | مقصدهای پروازی                                                             |
| ----------------- | -------------------------------------------------------------------------- |
| امریکن ایرلاینز   | فصلی: اوهر شیکاگو، دالاس-فورت ورث، فینکس اسکای هاربر                       |
| امریکن ایگل       | فصلی: لس‌آنجلس                                                              |
| دلتا ایرلاینز     | فصلی: هارتسفیلد-جکسون آتلانتا، جان اف کندی، مینیاپولیس−سنت پل، سالت‌لیک‌سیتی |
| دلتا کانکشن       | سالت‌لیک‌سیتی فصلی: لس‌آنجلس، سیاتل-تاکوما                                    |
| یونایتد ایرلاینز  | فصلی: اوهر شیکاگو، دنور، جرج بوش، لیبرتی نیوآرک                            |
| یونایتد اکسپرس    | دنور فصلی: اوهر شیکاگو، جرج بوش، لس‌آنجلس، سانفرانسیسکو                     |